# Туричин, Глеб Андреевич
Глеб Андреевич Туричин (род. 2 сентября 1963 года) — учёный, специалист в области сварки и лазерных технологий, ректор Санкт-Петербургского государственного морского технического университета (СПбГМТУ).

## Биография
Родился 2 сентября 1963 года в г. Ленинграде.
В 1986 году окончил Ленинградский политехнический институт по специальности «Физика металлов».
С 1990 года — кандидат технических наук.
С 2000 года — доктор технических наук.
После окончания института поступил работать на кафедру «Теория и технология сварки» физико-металлургического факультета Санкт-Петербургского политехнического университета. С 1991 года перешел на кафедру «Лазерные технологии» ФТИМ СПбГПУ.
С 2001 года работает профессором и заместителем заведующего объединённой кафедры «Сварка и Лазерные технологии».
С 2004 года — заместитель директора Института лазерных и сварочных технологий СПбГПУ.
С 2007 года — директор Института лазерных и сварочных технологий СПбГПУ.
С 2009 года — декан Факультета Технологии Исследования Материалов СПбГПУ, учредитель ООО "ИЛИСТ".
С 2016 года исполняет обязанности ректора Санкт-Петербургского государственного морского технического университета.
В 2019 и 2025 годах Глеб Андреевич Туричин выдвинут кандидатом в члены-корреспонденты РАН по Отделению химии и наук о материалах РАН по специальности «конструкционные материалы».

## Научные достижения
Г. А. Туричин работает в области теоретических исследований, моделирования и разработки технологий лучевой обработки материалов, является одним из ведущих специалистов в этой области не только в России, но и за рубежом. Под его руководством и при его непосредственном участии проводятся исследования в области разработки новых и перспективных лазерных и гибридных технологий, в том числе технологического комплекса и базовой технологии для лазерно-дуговой сварки труб большого диаметра, разработаны программные комплексы для инженерного компьютерного анализа процессов лазерной, электронно-лучевой и гибридной сварки различных материалов.
Является руководителем научно-исследовательских проектов РФФИ, в том числе совместных с такими научными организациями, как Институт материаловедения Ганноверского университета (Германия), Институт сварки г. Ахена (Германия), проектов Министерства образования и науки РФ, а также проектов Немецкого научного общества.
За период с 1994 по 2008 год были успешно выполнены 15 международных проектов. В 2008 году был награждён дипломом за активное участие в проектах РФФИ.
Совместно с Баварским лазерным центром (Эрланген, Германия) и при его активной поддержке Г. А. Туричин инициировал создание совместного Российско-Германского лазерного центра при СПбГПУ для продвижения лазерных и гибридных технологий на территории Российской Федерации, в её Северо-Западном регионе.
Г. А. Туричин является членом трех диссертационных советов, в качества члена программных и организационных комитетов принимает участие в подготовке и проведении таких периодических международных научно-технических конференций, как LTWMP, BTLA, LAM. Г. А. Туричин читает основной специальный курс «Теоретические основы обработки материалов концентрированными потоками энергии» для студентов кафедры «Сварка и Лазерная технология», ведет научную работу со студентами и аспирантами, за что был награждён дипломами и отмечен медалью Министерства образования РФ.
Является автором 171 научного труда, из них 3 монографии, 11 патентов и 1 авторское свидетельство.

## Санкции
6 марта 2022 года после вторжения России на Украину подписал письмо в поддержу российской агрессии. С 9 июня 2022 года находится под персональными санкциями Украины за поддержку войны. Также был внесён ФБК в список коррупционеров и разжигателей войны за поддержку нападения на Украину, 16 марта 2022 года форумом свободной России внесён в «Список Путина» и доклад «поджигателей войны» с предложением введения против него международных санкций.

## Награды и премии
- Медаль ордена «За заслуги перед Отечеством» II степени[7].
- Премия Правительства Российской Федерации в области науки и техники.
- Медаль Министерства образования РФ.
- Две медали Совета Безопасности Российской Федерации.
- Диплом Российского фонда фундаментальных исследований (2008).
- премия Правительства Санкт-Петербурга за выдающиеся научные результаты в области науки и техники в 2022 году, номинация материаловедение — премия имени Д. К. Чернова. «За создание теоретических основ промышленных лазерных технологий, теоретическое описание кинетики фазовых превращений при высокоскоростном лазерном воздействии на металлические материалы, разработку и промышленное внедрение реализующих данные теоретические представления технологий, технологического оборудования и средств инженерного компьютерного анализа для процессов лазерной, электронно-лучевой и гибридной лазерно-дуговой сварки, а также прямого лазерного выращивания». Постановление Правительства Санкт-Петербурга от 20.05.2022 № 434.